# Hands (Bumblefoot)
Hands è il terzo album in studio del chitarrista statunitense Bumblefoot. È stato pubblicato nel 1999.

## Tracce
1. Hands – 11:12
2. Swatting Flies – 4:23
3. What I've Knew – 6:43
4. Srunk – 9:23
5. Dummy – 5:06
6. Chair Ass – 4:28
7. Noiseplugs – 1:04
8. Goodbye – 4:42
9. Brooklin Stakehouse – 10:39
10. Blackfool – 10:39
11. Dirty Pantloons – 10:39

## Formazione
- Bumblefoot - voce, chitarra
- Zak Rizvi - chitarra
- Uriah Duffy - basso
- Bobby Jarzombek - batteria